# Роџерс арена
Роџерс арена (енгл. Rogers Arena) је вишенаменска спортска дворана у Ванкуверу, у Канади. Капацитет дворане за хокеј је 18.860, а за кошарку 19.700 места. Користе је Ванкувер канакси.
Дворана је била домаћин Зимских олимпијских игара 2010. године. Име дворане за време игара је преименовано у Канадска хокеј дворана због тога што на олимпијским играма није дозвољено корпоративно рекламирање.